# Palaeovaranus
Palaeovaranus — вимерлий рід вараноїдних ящірок пізнього еоцену Франції та Німеччини. Він містить два види, Palaeovaranus cayluxensis і Palaeovaranus giganteus (раніше віднесений до окремого роду Melanosauroides). 